# Владимир Васиљ
Владимир Васиљ (Хановер, 6. јул 1975) је бивши хрватски фудбалер. Играо је на позицији голмана.
Његов син Никола Васиљ је такође фудбалер и репрезентативац Босне и Херцеговине.

## Успеси
Динамо Загреб
- Прва лига Хрватске (2) : 1998/99,[4] 1999/00.[5]
- Куп Хрватске (1): 2000/01.-[6]

Загреб
- Прва лига Хрватске  (1) : 2001/02.[7]

 Широки Бријег
- Премијер лига Босне и Херцеговине (1) : 2005/06.[8]
- Куп Босне и Херцеговине (1) : 2006/07.[9]

 Хрватска
- Светско првенство у фудбалу:  1998.[10]

Појединачни
- Државна награда за спорт Фрањо Бучар: 1998.[11]
- Орден Хрватског преплета: 1998.[12]